# 温斯巴克
温斯巴克（法語：Hundsbach，发音：[unsbak] 或 [unsbax]）是法国上莱茵省的一个市镇，属于阿尔特基什区和阿尔特基什县（Altkirch）。该市镇总面积4.03平方公里，2009年时的人口为303人。

## 人口
温斯巴克人口变化图示